# コーンの不等式
解析学におけるコーンの不等式（コーンのふとうしき、英: Korn's inequality）はベクトル場の勾配に関する不等式で、次の古典的定理を一般化したものである：
ベクトル場の勾配が任意の点で歪対称 （skew-symmetric）であれば、その歪対称行列は一定（定数成分行列）でなければいけない。
コーンの定理はこの命題を定量化したもので、直感的に言えば、ベクトル場の勾配が歪対称行列が張る空間から平均的には大きく離れていないとき、その勾配は「特定の」歪対称行列から大きく離れていてはならない。コーンの不等式による一般化は従って、（数学的）リジディティの特別なケースの一つとして現れる。
（線形）弾性理論において、弾性体が与えられたベクトル値関数による変形を受けたとき、変位勾配テンソルの対称部分はひずみの程度を表す。したがってこの不等式は、線形弾性理論におけるアプリオリ評価（a priori estimate）の道具として重要である。

## ステートメント
Ω を開で連結な n-次元ユークリッド空間 Rn（n ≥ 2）の部分集合とする。ソボレフ空間 H1(Ω) を、Ω 上のベクトル場 v = (v1, ..., vn) であって、自身および自身の1階弱微分がいずれもL2(Ω) 空間に属するもの全体と定める。第 i 成分による偏微分を ∂i と記すこととし、H1(Ω) におけるノルムを次式で定める。
{\displaystyle \|v\|_{H^{1}(\Omega )}:=\left(\int _{\Omega }\sum _{i=1}^{n}|v^{i}(x)|^{2}\,\mathrm {d} x+\int _{\Omega }\sum _{i,j=1}^{n}|\partial _{j}v^{i}(x)|^{2}\,\mathrm {d} x\right)^{1/2}}
このとき、Ω のコーン定数（Korn constant）として知られる定数 C ≥ 0 が存在して、任意の v ∈ H1(Ω) に対して
を満たす。ここで e は
{\displaystyle e_{ij}v={\frac {1}{2}}(\partial _{i}v^{j}+\partial _{j}v^{i})}
で与えられる対称化勾配（symmetrized gradient）を表す。不等式 (1) はコーンの不等式として知られる。